# José Mariano Astigueta (padre)
José Mariano Astigueta (Salta, 20 de noviembre de 1850 - Buenos Aires, 18 de septiembre de 1897) fue un médico y político argentino, que se desempeñó como Ministro de Justicia e Instrucción Pública de su país a fines del siglo XIX, durante la presidencia de Miguel Juárez Celman.

## Biografía
Estudió en el Colegio Nacional de Tucumán y se doctoró en medicina en la Universidad de Buenos Aires en el año 1876, con una tesis sobre Patología de la oftalmia simpática, en que hizo un exhaustivo estudio de los nervios ópticos. Ya desde el año anterior había ejercido como Cirujano Mayor del Ejército Argentino.
En 1878 fue ministro de gobierno del gobernador de Tucumán, Domingo Martínez Muñecas, y al año siguiente ocupó en forma interina el cargo de gobernador.
En 1880 fue elegido diputado nacional. Mientras ejercía ese cargo comenzó una carrera docente en la Facultad de Medicina de la Universidad de Buenos Aires, y fue profesor de fisiología y miembro del Consejo Superior de la Universidad. Fue también delegado del gobierno argentino para la firma de un Tratado Sanitario con el Brasil y el Uruguay.
A partir de 1886 hizo una notable carrera pública, ejerciendo como Director de la Asistencia Pública, del Banco Hipotecario Nacional, Presidente del Consejo Nacional de Higiene y presidente de las Obras Sanitarias de la Nación. Fue también director del Crédito Público de la Nación y médico del Hospital San Roque de la Capital.
En 1890, en medio de la crisis económica, fue nombrado Ministro de Justicia e Instrucción Pública. Menos de dos meses después, tras la Revolución del Parque, el presidente era obligado a renunciar.
Pasó los siguientes años alejado de funciones públicas, limitado a ejercer la medicina en hospitales y en forma privada. Falleció en Buenos Aires en septiembre de 1897.
Su hijo José Manuel Astigueta fue ministro de Justicia y Educación del dictador Edelmiro J. Farrell, su nieto, también llamado José Manuel Astigueta fue ministro de Defensa del gobierno de facto de José María Guido, y otro nieto, llamado José Mariano Astigueta como su abuelo, fue a su vez ministro de Justicia y Educación de los gobiernos de facto de Guido y Juan Carlos Onganía.